# Ruby (Nueva York)
Ruby es un lugar designado por el censo ubicado en el condado de Ulster en el estado estadounidense de Nueva York. En el Censo de 2020 tenía una población de 918 habitantes y una densidad poblacional de 208,16 habitantes por km². Fue incluido como CDP en el censo de 2020.

## Geografía
Ruby se encuentra ubicado en las coordenadas 42°01′05″N 74°00′53″O / 42.01806, -74.01472. Según la Oficina del Censo de los Estados Unidos,  tiene una superficie total de 4,41 km², de la cual 4,40 km² corresponden a tierra firme y 0,01 km² a agua.